# Darování
Darování (lat. donatio) je poskytnutí daru, tedy dobrovolné a bezúplatné převedení vlastnického práva k dané věci z dárce na obdarovaného. Předmětem daru může být jakákoli věc v právním smyslu, ať již movitá či nemovitá, hmotná nebo nehmotná, je-li ovšem součástí majetku dárce. Právně je darování upraveno v § 2055–2078 občanského zákoníku a realizuje se prostřednictvím darovací smlouvy. Fakticky k darování dochází buď reálně, současně s odevzdáním daru, nebo konsenzuálně, kdy se dárce zaváže teprve v budoucnu vlastnické právo k daru převést a obdarovaný tuto nabídku přijme. Darováním ale právní vztah mezi dárcem a obdarovaným nezaniká, což se projevuje např. v možnosti v budoucnu dar odvolat.

## Předmět daru
Darování je vždy dobrovolné, proto jím nikdy není plnění právní povinnosti, např. placení výživného nebo poskytnutí nálezného. Také jím nejsou veřejné sbírky, protože ty se řídí vlastním zvláštním zákonem a není zde uzavírána klasická darovací smlouva. Zvláštním případem, který vylučuje soukromoprávní regulaci darování, je též darování orgánů a tkání pro transplantace, výjimkou jsou pouze vlasy a podobné části lidského těla, která se přirozeně obnovují (§ 112 OZ). Spornou otázkou může být sponzorství, protože je však zpravidla založeno na poskytování protislužby, např. reklamy, o darování také ve většině případů nepůjde. Darováním není ani plnění z pouhé společenské úsluhy, při níž se obě strany nechtějí smluvně zavázat (liberalita) a které je pouze projevem zdvořilosti nebo společenské výpomoci. Podle okolností konkrétního případu nemusí jít jen např. o nezávazné pozvání na večeři, ale také o dárek k narozeninám či k Vánocům, nebude-li vůle obou stran směřovat k uzavření závazku z darovací smlouvy. Naproti tomu ovšem právo zná i tzv. odměnné (renumeratorní) darování, které je založeno na dobrovolném uznání, ocenění zásluh či jako zvláštní odměna, např. za záchranu tonoucího apod. Část právní teorie sem řadí také spropitné.
Nejde-li o zmíněné případy, může být darem cokoli, co lze vymezit jako věc v právním smyslu (§ 489 OZ). Nejčastěji půjde o hmotnou věc, ať již movitou nebo nemovitou, může to však být i bytová jednotka, obchodní závod, cenný papír, obchodní podíl, pohledávka, autorské dílo, know-how, stejně jako spoluvlastnický podíl na věci. Darovat lze také zvíře, protože to není v rozporu s jeho povahou (§ 494 OZ). Dárce však může darovat pouze něco ze svého majetku, nemůže tedy prostřednictvím darování na někoho převést dluhy ze svého jmění. Daroval-li by dokonce vědomě cizí věc, musel by následně nahradit vzniklou škodu (vlastnictví k daru by záviselo na splnění podmínek pro tzv. nabytí od neoprávněného). Naproti tomu není téměř omezen v rozsahu darování, může darovat třeba celý svůj majetek, čímž se rozumí veškerý majetek k okamžiku uzavření darovací smlouvy. Ohledně budoucího majetku je nicméně z důvodu ochrany svobody rozhodovat o svém konkrétním vlastnictví omezen do výše poloviny tohoto majetku, podobně je také stanoveno, že předmětem daru může být určitá věc, kterou zatím dárce nemá, jen tehdy, jestliže se v darovací smlouvě zaváže ji získat. Darování bývá většinou jednorázové plnění, je ale možná i pravidelná podpora obdarovaného, která může mít podobu peněžní, věcnou či může být ve formě poskytování služeb. Lze je také vázat na časové období či plnění konkrétní podmínky, např. po dobu studia na vysoké škole. Od smluvního důchodu se darování podpory mj. liší též v tom, že si lze sjednat její přechod na dědice.

## Darovací smlouva

### Pojem darovací smlouvy
Darovací smlouva je smlouvou pojmenovanou, jedním ze smluvních typů, který je výslovně upraven zákonem. Jde o dvoustranné právní jednání, pro její uzavření tedy není podstatnou okolností pouze nabídka daru, ale také jeho přijetí obdarovaným. To ovšem může být i jen konkludentní, vyplývající z okolností. Rozlišuje se přitom:
- reálná darovací smlouva, při jejímž uzavření dochází zároveň k předání předmětu daru, a to nejen „z ruky do ruky“, ale také symbolicky (tzv. dlouhou rukou, longa manu, např. předáním klíčů od automobilu) či ponecháním v detenci obdarovaného (tzv. krátkou rukou, brevi manu, má-li darovanou věc už u sebe)
- konsenzuální darovací smlouva, kdy se dárce pouze zavazuje, že dar do vlastnictví obdarovaného teprve převede, např. z důvodu splnění nějaké podmínky, a obdarovaný tuto nabídku akceptuje (k uzavření smlouvy proto dojde a její splnění je ponecháno budoucnosti; neplnění zde nicméně nezakládá nárok na úroky z prodlení)

Konsenzuální darovací smlouva ale není uzavřena tehdy, jde-li pouze o slib daru, který není obdarovaným řádně akceptován. Pak slibující nemá povinnost dar odevzdat a druhá strana má právo pouze na náhradu účelně vynaložených nákladů, které jí v souvislosti s tím vznikly.
Základními charakteristikami každé darovací smlouvy je její dobrovolnost, nemůže tedy jít o plnění jakékoli právní povinnosti, a bezúplatnost. Tomu však nebrání, je-li podmíněna přijetím příkazu nebo splněním určité podmínky, nejde-li ovšem o majetkovou protislužbu dárci. Takových vedlejších ujednání může být velmi mnoho, právně nerelevantní je jen prosté určení účelu daru, kterým obdarovaný není vázán. Stanoví-li ale dárce nějakou podmínku, ať již odkládací (suspenzivní) nebo rozvazovací (rezolutivní), má to už na právní účinky darovací smlouvy podstatný vliv (§ 548 OZ). Kupř. i nesplnění rozvazovací podmínky poskytovat pravidelně určitou část výtěžku z nájmu darovaného domu na dobročinné účely, ke kterému dojde až po několika letech od darování, má za následek zánik vlastnictví daru. Nepřihlíží se pouze k podmínkám nemožným, příčícím se dobrým mravům (např. zákaz manželství s určitou osobou) nebo narušujícím veřejný pořádek, vybízejícím k trestné činnosti či zjevně šikanujícím obdarovaného. Jde-li o uložení konkrétního příkazu, spočívajícího např. v povinnosti dárci veřejně poděkovat, je vymahatelný až poté, co dárce svou část smlouvy splnil. Pro příkazy, které jsou ve veřejném zájmu, zákon zvláště z tohoto důvodu navíc ustanovuje, že jejich splnění mohou po smrti dárce kromě jeho dědiců vymáhat i příslušné orgány veřejné moci nebo právnické osoby, které jsou oprávněné takový zájem chránit.
Z hlediska formy platí, že darování je zásadně neformální, darovací smlouvu lze uzavřít jakýmkoli způsobem. Výjimkou je darování věci zapsané do veřejného seznamu, jako je katastr nemovitostí či rejstříky patentů, průmyslových vzorů, ochranných známek apod., kde je pod sankcí absolutní neplatnosti vyžadována písemná forma smlouvy. Podobně je nutné vždy uzavřít písemnou smlouvu u konsenzuálního darování, protože je vhodné prokázat, že nešlo např. jen o nezávazný slib darování.

### Strany smlouvy
Stranami darovací smlouvy jsou dárce a obdarovaný, což mohou být osoby fyzické i právnické, přičemž není vyloučeno, aby na každé straně vystupovalo více osob (nebude-li ujednáno jinak, budou v takovém případě zavázány z darovací smlouvy společně a nerozdílně). Je také umožněno tzv. vzájemné darování, ale pouze tehdy, je-li zřejmé, že nejde o směnnou smlouvu, a navíc pouze v rozsahu, v jakém hodnota jednoho daru převyšuje hodnotu druhého daru. Ve zbytku jde vždy o směnu.
Určité problémy mohou vyvstat při darování mezi manžely. České právo tuto možnost obecně nezakazuje, lze to však jen k majetku, který je ve výlučném vlastnictví jednoho z nich a který proto není součástí společného jmění manželů. Okruh takových věcí může být v různých případech různý, protože společné jmění manželů může být modifikováno rozhodnutím soudu či vzájemnou dohodou. Jde-li o darování manželům, záleží na tom, zda je darováno výslovně jen jednomu z nich, pak se dar stane součástí jeho výlučného jmění, při darování oběma bude věc součástí jejich společného jmění. Darovat lze i nenarozenému dítěti (nasciturus), ale jen tehdy, bude-li mu to ku prospěchu. Podobný princip se projevuje v zákonem zvláště upravené otázce darování osobě s omezenou svéprávností. Taková osoba je způsobilá darovat nebo přijmout pouze dar malé hodnoty, příp. vzhledem k okolnostem obvyklý. Tím je míněno, že je přípustný i dar vyšší hodnoty, pokud nezpůsobí obdarovanému žádnou újmu. Dar, který by znamenal následné zvýšené výdaje či jiné obtíže, by totiž pro něj nebyl jednoznačným majetkovým přínosem. Právo také stanoví zvláštní pravidla pro případy, kdy je potenciální dárce v péči zdravotnického nebo sociálního zařízení, tehdy nelze darovat osobě, která toto zařízení provozuje nebo je v něm zaměstnána, ledaže jde o blízkou osobu dárce. Zákaz je odůvodněn plným zachováním dobrovolnosti daru, což v těchto situacích může být narušeno iracionálními pocity nutnosti se odvděčit.

### Darování pro případ smrti
Darování se většinou odehrává mezi živými, od roku 2014 ale opět není vyloučeno ani darování pro případ smrti (donatio mortis causa), což je vlastně zvláštní odkládací podmínka konsenzuální darovací smlouvy, kdy k přechodu vlastnictví k daru dojde až v okamžiku smrti dárce. Primárně se ovšem takové právní jednání posuzuje jako odkaz (§ 1594 odst. 2 OZ), jen tehdy, vzdá-li se dárce práva dar odvolat a vydá-li o tom obdarovanému listinu (toto prohlášení může být už součástí písemné darovací smlouvy), půjde o darovací smlouvu.

## Darování a daně
Obdarovaný dříve musel uhradit darovací daň, která činila zákonem stanovené procento z hodnoty věci (7–40 %). Od 1. ledna 2014 byla tato daň zrušena a darování je jako bezúplatný příjem zdaňován podle zákona o daních z příjmů. Jde-li o fyzickou osobu, činí sazba daně 15 %, u právnické osoby 19 %. Od daně jsou ale osvobozeny dary zejména mezi příbuznými, nebo příležitostné dary do hodnoty 15 000 Kč. Kromě toho v případě vzájemného darování nemovitých věcí podléhá zdanění hodnota, o kterou převyšuje hodnota plnění jedné strany hodnotu plnění druhé strany darovací smlouvy.

## Odvolání daru
Splněním smlouvy, tedy darováním, právní poměr mezi dárcem a obdarovaným nezaniká. To se projevuje zejména v možnosti dárce kdykoli dar odvolat, jsou-li ovšem naplněny zákonné podmínky. Kromě toho může obdarovaný od darovací smlouvy odstoupit a dar vrátit, jestliže jej dárce neupozornil na právní nebo faktické vady daru, o kterých v době darování věděl (jiná práva z vadného plnění při darování, na rozdíl od např. kupní smlouvy, nevznikají; zároveň však obdarovanému vedle toho zůstává i právo na náhradu vzniklé škody). Odstoupit od smlouvy může i dárce, ale jen do doby darování, resp. do výše zatím neposkytnutého daru. Tato možnost odepření daru se proto uplatní jen při konsenzuálním darování a jen tehdy, jestliže se od doby uzavření smlouvy nezaviněně dostane do situace, kdy není schopen plnit vyživovací povinnost nebo se sám živit, či šlo-li by o případ nevděku zakládající jinak důvod pro odvolání daru.
Dárce se dříve mohl domáhat vrácení daru tehdy, pokud se obdarovaný choval k němu nebo ke členům jeho rodiny způsobem, který hrubě porušoval dobré mravy. Intenzita tohoto porušení, jakož i výklad neurčitého právního pojmu dobré mravy, se posuzovaly v každém jednotlivém případě zvlášť. Sporné ovšem, kromě výkladu dalšího neurčitého pojmu rodina, bylo, kdy skutečně k vrácení daru dojde. Soudní praxe i část právní teorie se domnívala, že již v okamžiku, kdy dárce o vrácení požádal, takže případný soudní rozsudek takový fakt už jen zpětně potvrdil, jiná část právních teoretiků stála na stanovisku, že k tomu může dojít teprve právní mocí tohoto rozsudku a proto je nutné vždy podat žalobu k soudu. Od roku 2014 se tato koncepce změnila a kromě nevděku přibyla i možnost dar odvolat z důvodu nouze. Tyto dva důvody představují zákonnou výjimku z jinak obecně platné zásady neodvolatelnosti daru (pacta sunt servanda). Nejde-li nicméně o darování pro případ smrti, nemůže se dárce předem svého práva dar odvolat platně vzdát. Dojde-li k odvolání daru, má obdarovaný povinnost vydat vše, co mu z daru v dané chvíli zbývá. Jestliže se však daru úmyslně zbavil, aby jeho vydání zmařil, nebo pokud jde o případ nevděku, který mu dárce neodpustil, musí nahradit jeho plnou hodnotu. Zároveň ovšem do budoucna zanikají i všechny příkazy a další povinnosti, kterými byl z darovací smlouvy zavázán.

### Odvolání pro nouzi
Dárce může už poskytnutý dar odvolat, příp. požadovat jeho obvyklou cenu v době darování, jestliže se poté bez vlastního zavinění dostane do stavu takové nouze, že nemá ani na vlastní nutnou výživu nebo není schopen plnit zákonné výživné vůči jinému (před darováním má možnost dar odepřít). Nutnou výživou se zde nerozumí pouze jídlo, ale také zajištění bydlení, ošacení, příp. léků a dalších potřeb, to vše ale jen na základní úrovni. Jde navíc o výjimečnou možnost řešení nečekané nepříznivé sociální situace, které by měla předcházet vyživovací povinnost ze strany příbuzných. Rozsah vrácení je ostatně limitován výší potřebných prostředků. Bylo-li obdarováno více osob, musí se dárce obrátit nejdříve na poslední z nich a odvolat dar vůči dřívějšímu obdarovanému může jen tehdy, nestačí-li na zajištění výživy příspěvek později obdarovaného. Vzhledem k povaze vyživovací povinnosti jde o osobní právo, které nepřechází na dědice a někdo jiný ho může vůči obdarovanému uplatnit jen tehdy, je-li v pozici osoby, které je dárce povinen výživou a ten dar neodvolal. Obdarovaný má ale možnost se vrácení daru vyhnout tím, že sám bude nutnou výživu poskytovat. Povinnost dar vrátit nemá kromě toho tehdy, jestliže je v podobné situaci jako dárce, nebo pokud si dárce nouzi zavinil úmyslně nebo z hrubé nedbalosti sám (např. bezdůvodně opustí zaměstnání, vede nezřízený život, nezodpovědně se zadlužuje, provozuje hazardní hry a sázky, podlehne alkoholismu nebo jiné závislosti apod.).

### Odvolání pro nevděk
Důvodem pro odvolání daru může být i nevděk obdarovaného, protože darování jako jednostranné převedení vlastnictví bez majetkového protiplnění je projevem štědrosti a velkorysosti dárce a obdarovaný je proto vůči němu zavázán úctou a vděčností. Za nevděk se považuje takové jednání, kterým obdarovaný úmyslně nebo z hrubé nedbalosti ublíží dárci a tím zjevně poruší dobré mravy. Ačkoli předpoklad trestního postihu není podmínkou pro odvolání daru, často půjde o trestný čin proti životu a zdraví dárce, proti jeho svobodě či důstojnosti, nebo také o zásah do jeho osobnostních práv. Kvalifikovanost nevděčného chování může založit i jen jeden amorální skutek o značné intenzitě, nebo vícero skutků méně intenzivních, pokud se však soustavně opakují. Jako zjevné porušení dobrých mravů by však nebylo možné chápat jednání, ke kterému by byl obdarovaný jednoznačně vyprovokován dárcem (např. hrubou urážkou), stejně tak nevděkem nepochybně není vymáhání právní povinnosti.
Dárce ovšem může nevděčné chování obdarovanému prominout, třeba i jen mlčky, a v takovém případě už nelze od darovací smlouvy odstoupit a žádat dar zpět, došlo-li už k jeho odevzdání. V opačném případě musí obdarovaný vrátit celý předmět daru, nebo opět zaplatit jeho obvyklou cenu, a protože se odvoláním daru navíc v tomto případě stává nepoctivým držitelem, musí vydat i následné plody a užitky a kromě toho také odpovídá za případnou škodu na věci. Nedojde-li k vrácení dobrovolně, může se dárce obrátit na soud a domáhat se vydání daru cestou reivindikační žaloby, příp. nemá-li již obdarovaný věc u sebe, žalobou z bezdůvodného obohacení požadovat peněžní náhradu. Odvolat dar ale dárce musí do jednoho roku od doby, kdy mu bylo ublíženo (objektivní lhůta), resp. od doby, kdy se o nevděku obdarovaného dozvěděl (subjektivní lhůta). Tato lhůta má stejné účinky jako promlčení, protože namítne-li žalovaný (obdarovaný) u soudu, že k odvolání došlo opožděně, nelze žalobci (dárci) vyhovět. Zároveň však platí, že právo na vrácení daru nezanikne, stane se jen naturální obligací. U dědiců pak platí objektivní lhůta jednoho roku od smrti dárce. U této možnosti odvolání daru je totiž výjimečně stanoveno, že dané právo může přejít na dárcovy dědice, je to však podmíněno tím, že v odvolání daru dárci zabrání sám obdarovaný nebo vyšší moc. Důvodem této úpravy, účinné od roku 2014, je skutečnost, že dosavadní právní úprava neumožňovala dar odvolat např. za situace, kdy byl dárce obdarovaným zavražděn.
Výkladové potíže vyvolává ustanovení § 2072 odst. 2 občanského zákoníku, podle nějž se za nevděk vůči dárci považuje také zjevné porušení dobrých mravů proti „osobě obdarovanému blízké“. Část právní teorie má za to, že jde o úmysl zákonodárce, protože nevhodné chování proti osobám sobě blízkým může dárce vnímat i jako nevděk vůči své osobě. Jiní s ohledem na všechny předchozí právní úpravy zdůrazňují, že se jedná o jednoznačnou legislativní chybu, kterou je třeba vykládat tak, že nevděkem je zde zjevné porušení dobrých mravů proti osobě blízké dárci.